# Talkin' 2 myself
《talkin' 2 myself》（心聲）是日本歌手濱崎步第42張單曲，2007年9月19日於日本發售。

## 說明
- 前作《glitter/fated》約2個月就發行本作。並收錄《fated》的管絃版本。
- 本張單曲共分為「CD+DVD」、「CD ONLY」兩個型態販售，封面各自不同。
- 《talkin' 2 myself》於發行前特例進行來電鈴聲免費下載。
- 《talkin' 2 myself》和《desicion》其後收錄於2008年1月1日發售的第九張原創專輯《GUILTY》，同年9月10日發售的單曲精選輯《A COMPLETE ～ALL SINGLES～》僅收錄《talkin' 2 myself》一曲。

## 收錄歌曲
全曲作詞：濱崎步

### CD
1. talkin' 2 myself "original mix"　
作曲：中野雄太　編曲：HΛL
Panasonic「LUMIX FX33」電視廣告歌曲 (由本人演出)
2. decision "original mix"　
作曲：中野雄太　編曲：中野雄太
music.jp 廣告歌曲
3. fated "Orchestra version"
4. talkin' 2 myself "original mix -instrumental-"
5. decision "original mix -instrumental-"

### DVD
1. talkin' 2 myself (video clip)
2. decision (video clip)